# Emil Russell
Emil Russell (* 27. Juli 1835 im Ludmillenhof in Sögel im Emsland; † 23. Oktober 1907 in Charlottenburg) war ein römisch-katholischer Jurist, Bürgermeister und Bankier.

## Leben
Emil Russell wurde als Mitglied einer der einflussreichsten deutsch-englischen Familien des Emslands geboren, die in dem Ruf standen, durch gegenseitige Protektion nahezu alle Leitungspositionen in der Region innezuhaben. Verwandtschaftliche Beziehungen bestanden u. a. zu der kosmopolitischen Leeraner Kaufmannsfamilie Garrels und dem Haus Arenberg. Sein Vater wurde 1850 Amtmann, später Kreishauptmann in Meppen. Emil ging daher vom Osnabrücker Gymnasium Carolinum ab und wechselte an das Meppener Gymnasium. Er studierte an der Georg-August-Universität Göttingen Rechtswissenschaft und wurde 1854 im Corps Hildeso-Guestphalia recipiert.
Nach den Examen mit Auszeichnung schlug er die Verwaltungslaufbahn ein. Schon kurz vor Ende dieser Ausbildung wählte die gerade zur Stadt erhobene nordemsländische Gemeinde Papenburg den 25-Jährigen zum hauptamtlichen Bürgermeister. Diese Position hatte er von 1861 bis 1872 inne. Emil Russell machte sich als tatkräftiger Förderer der Wirtschaft und der Bildung einen Namen. So holte er seinen Schwager Hermann Brandi, Vater des bekannten Historikers Karl Brandi, einen angesehenen Pädagogen, in die Stadt. Die Schifffahrtsstadt Papenburg hatte unter dem Wandel vom hölzernen Segelschiff zum eisernen Dampfschiff schwer zu leiden, zumal der Hafen weit im Binnenland lag. Russell ließ eine neue, größere Schleuse bauen, unterstützte die Werften und siedelte die holzverarbeitende Industrie an.

### Politik
Die Stadt Papenburg entsandte ihren Bürgermeister in den hannoverschen Provinziallandtag, wo er, einer der seltenen katholischen Nationalliberalen, schnell Kontakt zum nationalliberalen Osnabrücker Bürgermeister Johannes Miquel fand, der aus der benachbarten Grafschaft Bentheim stammte. Russell trat als katholischer Regierungskandidat im August 1867 zur Wahl zum Norddeutschen Reichstag gegen den katholisch-welfischen Oppositionskandidaten Ludwig Windthorst im Wahlkreis Meppen an. Trotz behördlicher Wahlunterstützung verlor er diesen Urnengang eindeutig. Ebenso scheiterte sein Versuch, Windthorst im November 1867 an den Einzug in das Preußische Abgeordnetenhaus zu hindern. Der Nationalliberale konnte lediglich 26 Wahlmänner im Wahlkreis Meppen für sich gewinnen, Windthorst indes 164. Im Oktober 1867 scheiterte Russells Versuch, bei einer Nachwahl im Wahlkreis Aurich-Wittmund, zu dem auch Papenburg gehörte, als linker Nationalliberaler gegen seinen rechten Parteifreund Johann Gerhardt Röben zu gewinnen. Zwar kam der Katholik in die Stichwahl, doch unterlag er. Mit seinen Wahlbewerbungen gegen Ludwig Windthorst hatte sich der Papenburger Bürgermeister jedoch alle Türen für eine weitere Karriere geöffnet, die einem Zentrumsmann im Kulturkampf verschlossen gewesen wären.

### Hochfinanz
1872 berief auf Empfehlung seines Parteifreundes Johannes Miquel die Berliner Disconto-Bank den Papenburger Bürgermeister in ihre Führungsetage. Der Seiteneinsteiger Russell machte rasch durch seine profunden juristischen und wirtschaftlichen Kenntnisse und seine schnelle Auffassungsgabe von sich reden. Ihm wurde große Geschäftszweige im Bereich Kohle und Eisen anvertraut, nach erfolgreicher Bewältigung rettete er ein Eisenbahnimperium in Rumänien vor dem Zusammenbruch und rettete viel deutsches Kapital. Bereits 1874 erhielt Russell die Prokura, 1878 wurde einer der vier persönlich haftenden Geschäftsinhaber der Bank. Damit war er einer der bedeutendsten Großbankiers des Deutschen Reichs. Seine weitere Geschäftstätigkeit führte ihn in die Leitungsorgane einer Reihe von großen Gesellschaften. Folglich rückte Russell auch in die Leitung des „Centralverbands deutscher Industrieller“ in, dessen stellvertretender Vorsitzender der Emsländer wurde. Darüber hinaus war Russell in Kommissionen tätig, so 1883 in der Kommission zur Beratung der Aktienrechts-Novelle und einer Kommission zur Vorbereitung des Bürgerlichen Gesetzbuches. Auch als Währungsexperte machte er sich einen Namen. Aufgrund gesundheitlicher Beschwerden schied Russell 1900 als Geschäftsinhaber der Disconto-Gesellschaft aus, gehörte aber bis 1905 noch dem Aufsichtsrat an. Zu dieser Zeit gehörte er zu den wohlhabendsten Bankiers des Reiches und hatte europaweit Einfluss. Russell blieb dem Emsland und seiner einflussreichen Familie zeitlebens verbunden. Sein Sohn Enno Russell bekam 1899 Prokura der Disconto-Gesellschaft, die 1929 mit der Deutschen Bank fusionierte, wo Enno Russell im Aufsichtsrat saß. Emil Russells Enkel Viktor von Rintelen wurde später Direktor der Deutschen Bank. Sein Onkel Anton Russell war Reichstagsabgeordneter der Zentrumspartei.

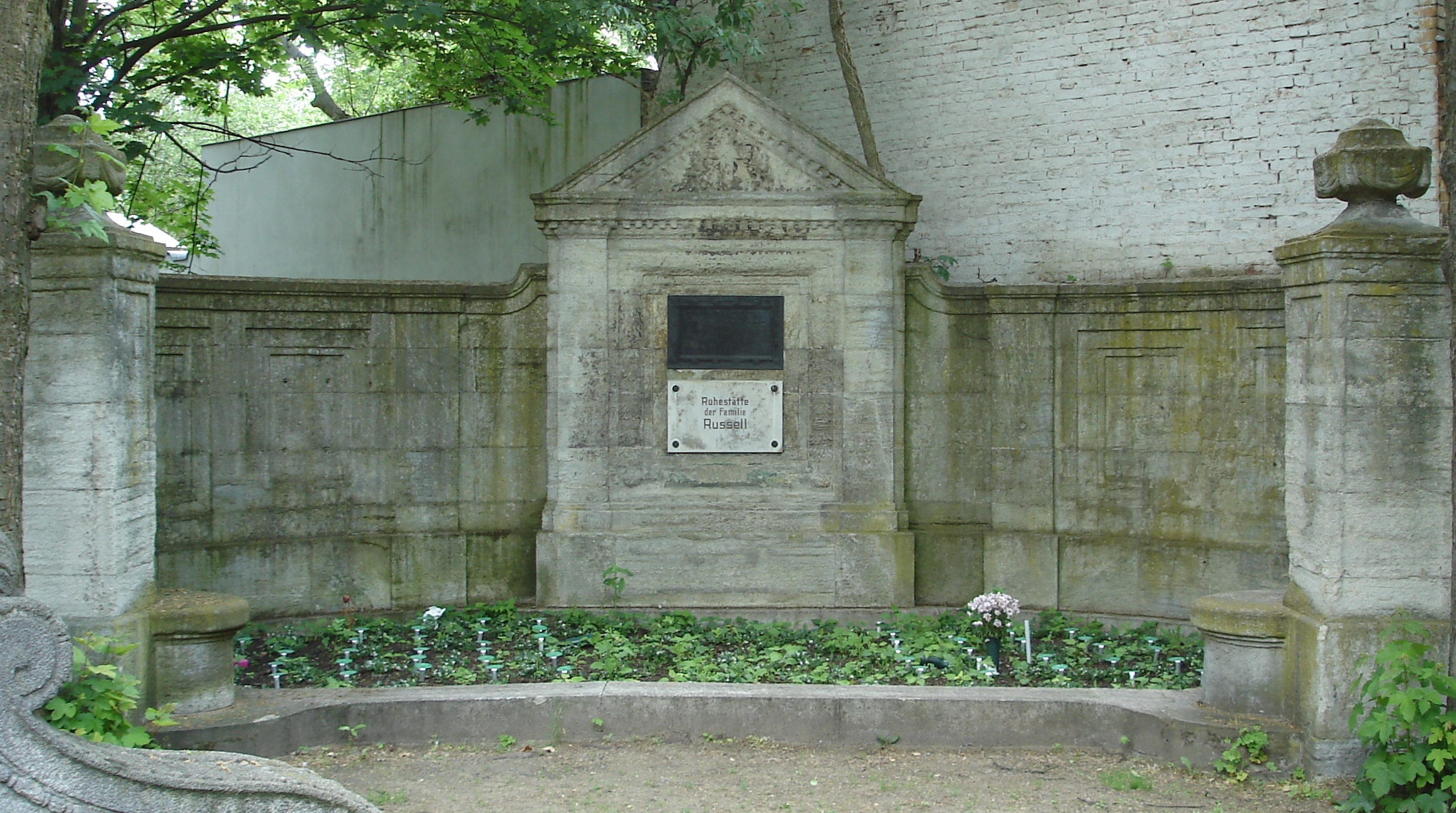
Erbbegräbnis Emil Russell auf dem Alten Domfriedhof St.-Hedwig, nunmehr als Gemeinschaftsgrab weitergenutzt